# Климачёв, Александр Яковлевич
Александр Яковлевич Климачёв (7 июня 1932, Фролово, Хвастовичский район, Калужская область — 18 сентября 1996, Москва, Россия) — советский футболист, защитник, тренер. Мастер спорта СССР.

## Биография
Начал играть в 1946 году в московском «Динамо» у тренера Владимира Хайдина, в «Крыльях Советов» тренировался у Виктора Бушуева. В течение трёх лет был капитаном юношеской сборной Москвы. В конце 1949 перешёл в ЦДКА. В 1950—1952 годах был в составе ЦДКА/ЦДСА, играл только в товарищеских матчах. В 1952—1953 — в составе команды г. Калинина / МВО Москва, в чемпионате СССР не играл. В возрасте 21 года перешёл в московский «Локомотив», за который выступал до 1960 года. В 29 лет закончил карьеру из-за травмы.
Обладатель Кубка СССР 1957 года.
Выступал за вторую сборную СССР.
Окончил ГЦОЛИФК В 1972—1974 годах тренировал вместе с Владимиром Маслаченко сборную Чада, в 1986—1989 — в клубах Алжира. Работал тренером в СДЮШОР «Локомотив».